# 科尔德斯特里姆 (肯塔基州)
科尔德斯特里姆（英語：Coldstream），是美国肯塔基州的一座城市。面积约为0.5平方公里（0.2平方英里）。根据2010年美国人口普查，该市的人口为1,100人。